# Hallberg-Rassy 31
Die Hallberg-Rassy 31 ist eine Hochsee-Segelyacht, die durch die schwedische Bootswerft Hallberg-Rassy produziert wurde. Für den Entwurf war German Frers verantwortlich. Sie war seit 1993 als Hallberg-Rassy 31 Mk I in Produktion, wurde 2006 als Hallberg-Rassy Mk II aufgewertet und wurde 2009 durch das Modell Hallberg-Rassy 310 ersetzt.

## Konstruktion
Innerhalb des mit glasfaserverstärkten Kunststoffs verschalten Rumpf fand vor allem Mahagoni Anwendung; dort fand ein Kartentisch, eine Pantry, ein Essensraum, ein Bad mit Dusche und zwei Doppelkabinen, die jeweils im Bug und achtern zu finden sind, Platz. Als Deckauflage wurde Teak verwendet. Das Heck konnte als Badeplattform verwendet werden. Als Antrieb stand ein Dreizylinder-Dieselmotor mit 18 PS von Volvo Penta zur Verfügung. Der Germanische Lloyd verlieh die Hallberg-Rassy 31 das Siegel Geprüfte Sicherheit mit eingeschlossener Zertifizierung für unbegrenzte Ozeanfahrten.

## Pressestimmen
„Die Einrichtung der HR 31 ist extrem geräumig, hell und einladend. Die Segel- und Seeigenschaften sind etwas ganz besonderes. Unter Berücksichtigung, dass es ein Fahrtenschiff ist, ist die Fahrt durchs Wasser und der Kreuzwinkel einmalig. Eine moderne, sichere Fahrtenyacht mit viel Segelfreude.“

„Die Hallberg-Rassy 31 ist zweifellos der beste Allrounder – mit sehr guten Segeleigenschaften, hohem Reifegrad und obendrein dem besten Preis-Leistungs-Verhältnis.“

## Technische Daten
| Kenngröße                         | Hallberg-Rassy 31                        |
| --------------------------------- | ---------------------------------------- |
| Länge                             | 9,62 m                                   |
| Breite                            | 3,30 m                                   |
| Tiefgang                          | 1,71 m                                   |
| Verdrängung                       | 4500 kg                                  |
| Gewicht Bleikiel                  | 2000 kg                                  |
| Segelfläche mit Kreuzfock         | 46 m²                                    |
| Segelfläche mit Rollgenua         | 56,3 m²                                  |
| Motor                             | Volvo Penta MD2020: Drei Zylinder, 18 PS |
| Höchstgeschwindigkeit (mit Motor) | 6 Knoten                                 |
| Dieseltank                        | 60 Liter                                 |
| Wassertank                        | 190 Liter                                |
| CE-Kategorie                      | A (unbegrenzte Ozeanfahrt)               |